# Tilletia ischaemi
Tilletia ischaemi är en svampart som beskrevs av Vánky & N.D. Sharma 2001. Tilletia ischaemi ingår i släktet Tilletia och familjen Tilletiaceae.   Inga underarter finns listade i Catalogue of Life.